# 李雪松 (天主教)
李雪松（英語：John Li Xue-song；1904年3月1日—1994年5月20日；聖名：若望），是天主教中國籍神父，中國天主教愛國會自選自聖吉林教區主教（1985年-1994年）。

## 生平
李雪松出生於1904年3月1日，在清朝吉林省農安縣小八家子村的貧困農村天主教徒家庭。1924年8月5日進入吉林神羅修院攻讀神哲學。1936年4月5日，李雪松在30歲時於吉林晉鐸。晉鐸後，先後於阿城縣、通化縣、吉林市、四平市、長春市和磐石縣等地擔任堂區主任司鐸。
1949年10月1日，中國共產黨在中國大陸地區建立中華人民共和國，並開始針對天主教進行宗教迫害及打壓，教會已經無法正常運作。1966年至1979年的文化大革命期間，吉林教區所有宗教活動停止。1980年代初，吉林教區逐步恢復運作。
1985年，由中國政府控制的組織中國天主教愛國會推行下，吉林教區未獲教宗准許，選出81歲的李雪松神父為吉林教區主教候選人。同年9月22日，李雪松在長春由山東濟南總教區主教宗懷德主禮，四川萬縣教區主教段蔭明和河北永平教區主教劉景和襄禮自選自聖晉牧，且有約200人參禮。事後，因李雪松在未獲得時任教宗若望保祿二世准許，自選自聖違反《天主教法典》被絕罰。
1988年10月16日，襄禮自選自聖張化良為奉天總教區非法主教。1994年5月20日，李雪松神父在中國吉林省長春逝世，享年90歲。